# Radocza
Radocza – wieś w Polsce położona w województwie małopolskim, w powiecie wadowickim, w gminie Tomice, na Pogórzu Śląskim nad rzeką Skawą.
| SIMC    | Nazwa      | Rodzaj    |
| ------- | ---------- | --------- |
| 0072726 | Derpowizna | część wsi |
| 0072732 | Dół        | część wsi |
| 0072749 | Góra       | część wsi |
| 0072755 | Łęg        | część wsi |
| 0072761 | Ochentał   | część wsi |
| 0072778 | Pustki     | część wsi |
| 0072784 | Redz       | część wsi |
| 0072790 | Skawisko   | część wsi |
| 0072809 | Widów      | część wsi |

## Historia
Przypuszcza się, że wzmiankowana w 1326 roku parafia dekanatu Zator villa Mathei to właśnie Radocza. Wieś Macieja była jeszcze wielokrotnie wzmiankowana w spisach świętopietrza z lat 1346–1351, ale gdy jej w jednym roku nie było, zamiast niej była parafia Radocza. Leżała na terenie księstwa oświęcimskiego a później wydzielonego z niego w 1445 roku księstwa zatorskiego. Kolejni jej właściciele od 1406 roku to: Paszek, Jan Radocki, Żegota z Radoczy, Zygmunt Palczowski, Aleksy Frydrychowski, Paweł Gierałtowski i inni. Pod koniec XIX w. jednym ze znaczniejszych współwłaścicieli był Franciszek Baum. Ostatnią właścicielką Radoczy była Zofia Banaś (z d. Sterkowicz).
Podczas wielkiej powodzi w 1934 r. w dniach 16–18 lipca rzeka Skawa zalała całą dolną Radoczę, przerywając wały i w dwóch miejscach tor kolejowy linii Trzebinia – Wadowice.
W latach 1960-1972 wieś była siedzibą gromady Radochów. W latach 1975–1998 miejscowość położona była w województwie bielskim.
We wsi był przystanek kolejowy Radocza.

## Zabytki
Obiekt wpisany do rejestru zabytków nieruchomych województwa małopolskiego.
- Słupowa konstrukcja wieży Kościoła parafialnego pw. Przemienienia Pańskiego.

Inne
- Kościół par. pw. Przemienienia Pańskiego. Wzmiankowany 1356. Obecny wzniesiony 1535, wielokrotnie restaurowany (ostatnio w latach 80. XX wieku – gruntownie przebudowany), był na przełomie XVI i XVII stulecia zborem kalwińskim.
- Obrazy: Chrystus Odkupiciel w otoku czaszek symbolizujących różne stany, rokokowy; Pietà 1794.
- Monstrancja klasycystyczna i kielich z czarą wczesnobarokową.
- Dwa ornaty haftowane w. XVII i w. XVIII
- Na cmentarzu nagrobek Ignacego Żarnowieckiego klasycystyczny (1837)

## Sport
W Radoczy działa klub sportowy Orzeł Radocza.

## Osoby związane z miejscowością
- W Radoczy urodzili się bracia Andrzej, Wiktor i Jerzy Kunachowiczowie, uczestnicy walk o polską niepodległość w latach 1914–1918[12].